# 韦伦
韦伦（荷蘭語：Wellen，荷蘭語發音：['ʋɛlə(n)] ⓘ）是比利时弗拉芒大區林堡省通厄倫區的一个市镇，通行荷蘭語，是弗拉芒社群的一部分，面积26.72平方千米，人口7,402人（2018年1月1日）。